# 安蒜豊三 夕焼けナビ
安蒜豊三 夕焼けナビ（あんびるとよぞう ゆうやけナビ）は、東海ラジオ放送で2007年4月2日から2014年9月26日まで放送されていた夕方のワイド情報番組。
番組表などで使用されるロゴには、正式タイトルのほかに「SUNSET NAVIGATION」と表記されていた。
略称は「夕焼けナビ」、「夕（ゆう）ナビ」。

## 概要
2007年春の改編で、1999年4月以来、夕方枠のワイド番組として続いていた「ラジオクルージング」（最後の担当は天野良春）が終了。同じく土曜早朝のワイド番組「サタモニ・フリーウェイ」が放送終了したパーソナリティの安蒜豊三（当時、活動名義は「あんびるとよぞう」）が、夕方ワイド枠に移動し放送を開始したニュース・情報番組である。安蒜は2001年4月から2002年3月まで担当した「あんびるとよぞう ラジオクルージング」以来の夕方ワイド番組への復帰となり、同番組の放送開始以降、本名である漢字に活動名義を改めている。
なお、天野については、「サタモニ」の後継番組として発表されていた「谷川明美の花鳥風月」が谷川の病気療養（その後、2007年7月死去）に伴い、放送が中止されたため、その代替番組として「天野良春"リアル"」が放送を開始したことにより、結果として安蒜と放送枠を交換する形となった。
番組のコンセプトは、「日々伝えられるあふれるほどのニュースや情報の中から必要なもの、知っていると楽しいものを選び、整理して、安蒜豊三アナウンサーがナビゲートしていく情報発信番組」としている。
夕方ワイド枠ということもあり、プロ野球ナイターシーズンの開始・終了に左右されるため、放送時間の変遷が続いたが、2013年春改編以降は16時00分から17時45分までに放送時間が固定された。
結果的に7年半にわたり続いた番組となったが、2014年秋改編により放送終了。代わって同枠では「山浦・深谷のヨヂカラ!」が放送を開始している。

## 放送時間
- 2007年4月2日 - 2009年10月2日：16時00分 - 17時45分
- 2009年10月5日 - 2010年4月2日：16時00分 - 19時00分
- 2010年4月5日 - 2010年10月1日：16時00分 - 17時45分
- 2010年10月4日 - 2011年4月1日：16時00分 - 18時30分
- 2011年4月4日 - 2012年9月28日：16時00分 - 17時45分
- 2012年10月1日 - 2013年3月29日：16時00分 - 18時00分
- 2013年4月1日 - 2014年9月26日：16時00分 - 17時45分

## パーソナリティ
レギュラー出演
- 安蒜豊三（東海ラジオアナウンサー）
- 山崎聡子（当時、東海ラジオアナウンサー）2010年4月7日から2011年7月1日まで水・木・金曜日、2012年4月2日より月・火曜日担当
- 深谷里奈（当時、東海ラジオアナウンサー）2011年7月7日から木・金曜日、2012年4月4日より水・木・金曜日担当

以前のレギュラー出演
- 川島葵（当時、東海ラジオアナウンサー）2010年4月2日までは全曜日、4月5日からは月・火曜日、2011年7月4日から2012年3月28日までは月・火・水曜日担当

## タイムテーブル
生放送のため、若干の時間変動がある。
- 16:00 オープニング・オープニングトーク
- 16:02 ニュースナビ

BGMにのせて最新ニュースを伝える。ニュース・話題の間には、区切りのジングルが流れる。
- 16:10 マグナビ
  - 2012年春改編で内包していた「川中美幸 人・うた・心」（文化放送制作）が終了、大半の局では後番組として「高田純次 毎日がパラダイス」をネットしているが当局ではネットしない。
- 16:21 どうですか歌謡曲（内容は自社制作。CMのみネット）
  - 放送日・当日の夕刊各紙の記事やちょっとしたトピックスを紹介。
- 16:30 聞きナビ
  - 気になる話題について、当事者や専門家に（主に電話で）話を聞く。時間に限りがあるため、取り上げる話題・内容などによっては、2 - 3日に分割して放送することがある。
- 16:35 交通情報
- 16:37 セーフティーメッセージ
  - 愛知県警・女性職員[注 2]が交通安全を中心に啓発するコーナー（稀に愛知県警管内の交通事故状況を知らせたり、交通事故の事例の紹介、愛知県警主催や関連するイベントを紹介することもある）。16時台・17時台共通として、コーナーの初めに『思いやり運転、してますか?』[注 3]と言ってから話し始め、最後に「愛知県警○○（担当者の名字）でした」と言う。
- 16:40 日替わりナビ
  - 月曜「本」 - 日販（にっぱん）調べによる最新の本の売り上げランキング&ランキングの中から数冊を紹介する[注 4]。その後「実読（じつどく）」として話題の本一冊を事前に安蒜・山崎が毎週読んだ上で紹介する。コーナーの最後には、安蒜の独断で本の評価の採点が発表される。
  - 火曜「新商品」 - 山崎が、放送日当日・放送日から近い日に発売された新商品を取り上げ紹介する。
  - 水曜「音楽」 - 大人の鑑賞に堪えうる音楽を、「ぴあ中部版」音楽担当の阿部慎一郎とともに紹介。安蒜が担当していた「サタモニ・フリーウェイ」内のコーナーと同じコンセプトとなっており、阿部はサタモニ時代から登場している。
  - 木曜「スポーツ社会学」 - スポーツに関する話題を、「競技」としてではない違った視点から伝える。毎週ゲストとして、筑波大学の高橋義雄[注 5]が登場する。
  - 金曜「映画」 - 近日公開される最新映画を、東海地方を中心にシネマパーソナリティーとして活躍中の松岡ひとみ（番組内では「映画のお姉さん」として紹介されている）が紹介する。不定期に紹介する映画に関するグッズ（大抵は映画館でも販売されるグッズが多いが、稀にプレスシートなど）をリスナー向けにプレゼントすることがある。名古屋を中心に行われる映画の共同記者会見/共同インタビューなどを取材することが多いので、それを交えつつ話を進める。
- 16:56 交通情報
- 16:58 ニュース・パレードで放送される主なニュース項目紹介（時間がないとカットされることがある）
- 17:00 ニュース・パレード（文化放送制作）
- 17:15 ニュースナビ東海版
  - BGMとともに、東海三県の今日のニュースをまとめて伝える。ニュースとニュースの間には効果音が流れる。
  - ニュースナビ東海版の後、屋外から東海ラジオリポーターによる空模様を伝えるとともに、川島がスタジオから天気予報を伝える。
- 17:20 スポーツナビ
  - 最新のスポーツニュース

ナイター中継のある場合、スポーツニュースを伝えた後、ドラゴンズ戦中継のある場合のみ、該当試合の先発ピッチャーを伝える（2009年はプロ野球シーズンになって一時期行われていなかった）。
- 17:25 交通情報
- 17:27 セーフティーメッセージ
  - コーナーの概要としては16時台と同じだが、啓発内容は異なる。
- 17:30 マグナビ（不定期。2007年10月より16時台と17時台に放送されるようになった）週刊誌に掲載されている話題をピックアップする。
- 17:35 キリンラガービール ガツン!プレーヤー- 麒麟麦酒がスポンサーのNRN企画ネット番組。詳細はショウアップナイタープレイボール#麒麟麦酒コーナーを参照。
- 17:40 競艇・競輪ニュース

2009年10月5日からの秋の編成。18時台は仕事帰りなどに合う音楽をかける（原則的にほぼフルコーラス）。
- 17:42 夕焼けナビ・1部終了と、ガッツだ!ドラゴンズの放送告知
- 17:45 ガッツだ!ドラゴンズ（タイムテーブルには「ドラゴンズ情報」と記載されている）
- 18:00 夕焼けナビ・2部スタートに伴う告知
- 18:01 交通情報

若鯱家オリジナルソングにのせながら交通情報を伝える。
- 18:03 ニュースナビ（「6時台の-」と紹介されることもある）
- 18:16 エンタメラウンドアップ

安蒜が気になった話題などを夕刊紙などからのひろい読み。
- 18:45 ミュージックダイアリー

放送日当日の過去の出来事などを音楽とともに紹介する。
- 18:50 チケットインフォメーション

東海地方で開催されるコンサートのチケット情報を紹介するアーティストの音楽とともに紹介する。
- 18:52 中日新聞ニュース・天気予報

担当は日替わりで当番組パーソナリティの川島・深谷（平日朝の「小島一宏 モーニングあいランド」を担当しているため）以外の女性アナ。
- 18:57 エンディング・エンディングトーク（2009年10月2日までは17:40頃に放送されていた）
  - 明日（金曜日は土日）の主な予定、安蒜による偉人の名言をエコーにのせてしゃべった後、名言の説明をする。時間がない場合は名言の部分をカットする。

### 不定期で放送されるコーナー
- マグナビ（不定期。週刊誌などから気になる話題などを紹介する。2009年10月5日からの18時台でも行われているが、マグナビとは告知されていないこともある）
- 16時台後半 パチンコ・パーラー最前線（以前はパチンコ・パーラー店の担当者と電話をつなぎ、お店の紹介やキャンペーン情報を伝えていたが、一時期、タレントの大内ひろのしんが直接お店で収録されたインタビューをもとに放送されていたこともあったが、現在は再び初期のパターンに戻った）
- 16時台後半 とびこみマイク
- 16時台後半・17時台後半 ラジオショッピングなどの放送枠
- 焼酎ナビ-2007年7月頃よりスタート。焼酎に関する情報（焼酎に関する豆知識やおいしい飲み方など）を紹介。2007年7月頃から同年8月頃まで、16:38頃に放送していた（2008年以降も同様の時間・放送期間）。

### 過去に放送していたコーナー
- 黒木瞳 ホッとGoing（17:38頃から放送されていた、ニッポン放送制作の全国ネット番組。2007年9月をもって東海ラジオ他NRN系列局では終了。）
- テーラー神谷・神谷裕之の男のおしゃれ（16:50頃、木曜日のみ。2007年10月番組改編 - 終了時期不明）
- コマツ・メジャーショウアップ（MLBシーズン中のみ17:14頃から放送。スタート時 - 2008年シーズンまで）
- KIRIN[注 6]氷結ストロング ストロングプレイヤー!（2009年4月上旬～同年10月2日まで放送されていた企画ネット番組。東海ラジオでは、スタメン発表などは「ガッツナイター最前線」内で告知発表されていた）詳細はショウアップナイタープレイボール#麒麟麦酒コーナーを参照。
- マーケットニュース（金曜日のみ。東海東京調査センターとつなぎ、放送日当日の株式市況を伝えるほか、昨今の経済に関する話題を届けてもらう。2007年秋の番組改編からしばらくは16:50から放送されていたが、コーナー終了までは、17:15頃のニュースの後に放送されていた。放送日が祝祭日の場合は株取引が行われないため、東海東京証券のCMのみ）
- 中京競馬ボイスボイスボイス（2009年12月の18時台に放送。2009年12月27日に中京競馬で開催された「中京ヤングバトルレース」を中心に、中京競馬からのお知らせを中京競馬担当者と、補佐役として競馬好きとして知られる大澤広樹（東海ラジオアナウンサー）を招いて放送していた。コーナー放送日によっては、中京競馬からリスナー向けのプレゼントもあった）

## 備考
- 2007年4月の最初の聴取率調査では時間帯1位を獲得、順調な滑り出しを見せた。
- リスナーからメッセージは募集していない（一応番組メールアドレスが用意されているためか、メッセージが送られてくるようである。しかしメッセージを募集していないため、読めず申し訳なく感じているようである）。理由として1つはコーナーやネット番組が多いこと、もう1つはリスナーからの電話・ファックス・メールなどお便りが中心の午前午後それぞれの人気ワイド番組である「『かにタク言ったもん勝ち』や『宮地佑紀生の聞いてみや〜ち』と同じ事をするのはどうかな?」とパーソナリティの安蒜が疑問に感じたからである[2]。
  - 2009年12月31日の放送では、放送途中から愛知県平野部・周辺でも雪が降り出したため、番組途中にリスナーから寄せられた各地の様子が紹介された。